# Optimization (конференция)
Optimization: Поисковая оптимизация и продвижение сайтов в интернете — крупная ежегодная конференция, посвящённая поисковой оптимизации сайтов, контекстной рекламе и вопросам развития поисковых систем, проводится с 2002 года в Москве.
Организатором конференции выступает компания «Ашманов и партнеры». В разное время партнёрами конференции являлись такие компании, как Mail.ru, Gogo.ru, «Бегун», Subscribe.ru, Spylog, HH.ru и другие.
Целевой аудиторией конференции являются владельцы сайтов, директора по маркетингу, руководители интернет-проектов, специалисты по интернет-маркетингу, специалисты по поисковой оптимизации, представители поисковых систем.
Конференция позиционируется трояко: как инструмент для получения знаний о поисковой оптимизации и контекстной рекламе, как удобное место встречи заказчиков услуг поисковой оптимизации и поисковых оптимизаторов и как площадка для кулуарного общения специалистов в области поисковой оптимизации и представителей поисковых систем.
Докладчики конференции, как правило, представлены влиятельными экспертами в области поисковой оптимизации, контекстной рекламы и разработки поисковых машин: в разное время в конференции принимали участие Александр Садовский, Владислав Шабанов, Игорь Ашманов, Алексей Басов, Федор Вирин, Андрей Иванов и другие.
В рамках конференции регулярно проходит выставка «Интернет-маркетинг», на которой представлены участники рынка интернет-маркетинга.
Конференции Optimization неизменно привлекают к себе внимание прессы — как специализированной, так и общетематической.